# Calamonastes fasciolatus
Calamonastes fasciolatus (Camaròptera barrada) és una espècie d'ocell de la família dels cisticòlids (Cisticolidae) que habita zones arbustives del sud d'Angola, Namíbia, Botswana, sud-oest de Zimbàbue i nord de Sud-àfrica.